# Почти периодическая функция
Почти периодическая функция — это функция на множестве вещественных чисел, которая периодична с любой желаемой точностью, если заданы достаточно большие равномерно распределённые «почти периоды». Концепцию первым изучал Харальд Бор и её впоследствии обобщили, среди прочих, Вячеслав Васильевич Степанов, Герман Вейль и Абрам Самойлович Безикович. Есть также понятие почти периодических функций на локально компактных абелевых группах, которое первым изучал Джон фон Нейман.
Почти периодичность является свойством динамических систем, которое проявляется при прослеживании пути системы через фазовое пространство. Примером может служить планетная система с  планетами на орбитах, двигающихся с несопоставимыми периодами (то есть с вектором периодов, который не пропорционален вектору целых чисел). Теорема Кронекера из теории диофантовых приближений может быть использована, чтобы показать, что любая конкретная конфигурация, встретившись однажды, будет повторяться с любой указанной точностью — если мы достаточно долго ждём, мы можем наблюдать, что все планеты вернутся в секунды дуги, в которых они находились.

## Мотивация
Имеется несколько неэквивалентных определений почти периодических функций. Первое определение дал Харальд Бор. Его первоначально интересовал конечный ряд Дирихле. Фактически, если обрубить ряд дзета-функции Римана {\displaystyle \zeta (s)}, чтобы сделать его конечным, получим конечные суммы членов типа
{\displaystyle e^{(\sigma +it)\log n}\,}
с s, записанными в виде {\displaystyle (\sigma +it)}, суммы вещественной {\displaystyle \sigma } и мнимой it частей.  Если зафиксировать {\displaystyle \sigma }, что ограничивает внимание до отдельной вертикальной прямой на комплексной плоскости, мы можем представить это как
{\displaystyle n^{\sigma }e^{(\log n)it}.\,}
Если брать конечную сумму таких членов, уходят трудности с аналитическим продолжением в область {\displaystyle \sigma <1}. Здесь «частоты» {\displaystyle \log {n}} не сопоставимы (они все линейно независимы над рациональными числами).
По этим причинам мы рассмотрим виды тригонометрических многочленов с независимы частотами и используем математический анализ для обсуждения замыкания этого множества базовых функций в различных нормах.
Для других норм теорию разрабатывали Безикович, Степанов, Вейль, фон Нейман, Тьюринг, Бохнер и другие в 1920-х – 1930-х годах.

### Равномерные (Бора, Бохнера) почти периодические функции
Бор (1925) определил равномерно почти периодические функции как замыкание тригонометрических многочленов по равномерной норме
{\displaystyle \|f\|_{\infty }=\sup _{x}|f(x)|}
(для ограниченных функций f на R).  Другими словами, функция f равномерно почти периодична, если для любого {\displaystyle \epsilon >0} есть конечная линейная комбинация синусоидальных волн на расстоянии, меньшим {\displaystyle \epsilon } от f по равномерной норме.  Бор доказал, что это определение эквивалентно существованию относительно плотного множества {\displaystyle \epsilon -}почти-периодов для всех {\displaystyle \epsilon >0}. То есть, существование параллельных переносов {\displaystyle T(\epsilon )=T} по переменной t, для которых
{\displaystyle \left|f(t+T)-f(t)\right|<\varepsilon .}
Альтернативное определение Бохнера (1926) эквивалентно определению Бора и относительно просто формулируется:
Функция f почти периодична, если любая последовательность {\displaystyle \{(t+T_{n})\}} параллельных переносов f имеет подпоследовательность, которая равномерно сходится по t в {\displaystyle (-\infty ,+\infty )}.
Почти периодические функции Бора есть, по существу, то же самое, что и непрерывные функции на компактификации Бора вещественных чисел.

### Почти периодические функции Степанова
Пространство {\displaystyle S^{p}} почти периодических функций Степанова (для {\displaystyle p\geqslant 1}) ввёл В.В. Степанов (1925) Оно содержит пространство почти периодических функций Бора. Пространство является замыканием тригонометрических многочленов по норме
{\displaystyle \|f\|_{S,r,p}=\sup _{x}\left({1 \over r}\int _{x}^{x+r}|f(s)|^{p}\,ds\right)^{1/p}}
для любого положительного фиксированного r. Для различных значений r эта норма даёт ту же самую топологию и то же самое пространство почти периодических функций (хотя норма в этом пространстве зависит от выбора r).

### Почти периодические функции Вейля
Пространство {\displaystyle W^{p}} почти периодических функций Вейля (для {\displaystyle p\geqslant 1}) ввёл Вейль (1927). Оно содержит пространство {\displaystyle S^{p}} почти периодических функций Степнова. Оно является замыканием тригонометрических многочленов по полунорме
{\displaystyle \|f\|_{W,p}=\lim _{r\to \infty }\|f\|_{S,r,p}}
Предупреждение: имеются ненулевые функции {\displaystyle f} с {\displaystyle {\lVert }f{\rVert }_{W,p}=0}, как и любая ограниченная функция на компактном носителе, так что для получения банахового пространства следует взять факторпространство по этим функциям.

### Почти периодические функции Безиковича
Пространство {\displaystyle B^{p}} почти периодических функций Безиковича ввёл Безикович (1926). Оно является замыканием тригонометрических многочленов по полунорме
{\displaystyle \|f\|_{B,p}=\limsup _{x\to \infty }\left({1 \over 2x}\int _{-x}^{x}|f(s)|^{p}\,ds\right)^{1/p}}
Предупреждение: имеются ненулевые функции {\displaystyle f} с  {\displaystyle {\lVert }f{\rVert }_{B,p}=0}, как и любая ограниченная функция на компактном носителе, так что для получения банахового пространства следует взять факторпространство по этим функциям.
Почти периодические функции Безиковича в {\displaystyle B^{2}} имеют разложение (не обязательно сходящееся)
{\displaystyle \sum a_{n}e^{i\lambda _{n}t}}
с конечной суммой {\displaystyle \sum {a_{n}^{2}}} и вещественным {\displaystyle \lambda _{n}}. Обратно, любой такой ряд является расширением некоторой периодической функции Безиковича (не уникальной).
Пространство {\displaystyle B^{p}} почти периодических функций Безиковича (для {\displaystyle p\geqslant 1}) содержит пространство {\displaystyle W^{p}} почти периодических функций Вейля. Если создать факторпространство по подпространству "нулевых" функций, его можно отождествить с пространством {\displaystyle L^{p}} функций на компактификации Бора вещественных чисел.

### Почти периодические функции на локально компактных абелевых группах
С теоретическим развитием и приходом абстрактных методов (теорема Питера — Вейля, двойственность Понтрягина и банаховы алгебры) стала возможной общая теория. Основной идеей почти периодичности по отношению к локально компактной абелевой группы G сводится к идее функции F в {\displaystyle L^{\infty }(G)}, такой что параллельные переносы на G образуют относительно компактное множество.
Эквивалентно, пространство почти периодических функций является замыканием по норме  конечных линейных комбинаций характеров группы G. Если G компактно, почти периодические функции  — это то же самое, что и непрерывные функции.
Компактификация Бора группы G — это компактная абелева группа всех, возможно разрывных, характеров группы, двойственной группе G, и представляет собой компактную группу, содержащую G в качестве плотной подгруппы. Пространство равномерно почти периодических функций на G можно отождествить с пространством всех непрерывных функций на компактификации Бора группы G. В более общем смысле компактификация Бора можно определить для любой топологической группы G, а пространства непрерывных или {\displaystyle L^{p}} функций на компактификации Бора можно считать почти периодическими функциями на G.
Для локально компактных связных групп G отображение из G в её компактификацию Бора инъективно тогда и только тогда, когда G является центральным расширением компактной группы или, эквивалентно, произведением компактной группы на конечномерное векторное пространство.

## Квазипериодические сигналы при аудиообработке и синтезе музыки
При обработке речевого сигнала, обработке аудиосигнала и синтезе музыки, квазипериодический сигнал имеет форму волны, которая с микроскопической точки зрения периодична, но не обязательно периодична макроскопически. Это не даёт квазипериодическую функцию в смысле статьи Википедии с таким именем, но даёт что-то более сходное с почти периодической функцией, будучи почти периодической функцией, где любой период виртуально идентичен находящимся рядом периодам, но не обязательно похож на периоды более далёкие по времени. Это справедливо для музыкальных тонов (после начального переходного процесса), где все гармоники или обертоны являются гармоническими (то есть все обертоны обладают частотой, кратной опорной частоте тона).
Если сигнал {\displaystyle x(t)\ } полностью периодичен с периодом {\displaystyle P\ }, то сигнал удовлетворяет тождеству
{\displaystyle x(t)=x(t+P)\qquad \forall t\in \mathbb {R} }
или
{\displaystyle {\Big |}x(t)-x(t+P){\Big |}=0\qquad \forall t\in \mathbb {R} .\ }
Представлением в виде ряда Фурье будет
{\displaystyle x(t)=a_{0}+\sum _{n=1}^{\infty }{\big [}a_{n}\cos(2\pi nf_{0}t)-b_{n}\sin(2\pi nf_{0}t){\big ]}}
или
{\displaystyle x(t)=a_{0}+\sum _{n=1}^{\infty }r_{n}\cos(2\pi nf_{0}t+\varphi _{n})},
где {\displaystyle f_{0}={\frac {1}{P}}} является опорной частотой и коэффициенты ряда Фурье равны
{\displaystyle a_{0}={\frac {1}{P}}\int _{t_{0}}^{t_{0}+P}x(t)\,dt\ }
{\displaystyle a_{n}=r_{n}\cos \left(\varphi _{n}\right)={\frac {2}{P}}\int _{t_{0}}^{t_{0}+P}x(t)\cos(2\pi nf_{0}t)\,dt\qquad n\geq 1}
{\displaystyle b_{n}=r_{n}\sin \left(\varphi _{n}\right)=-{\frac {2}{P}}\int _{t_{0}}^{t_{0}+P}x(t)\sin(2\pi nf_{0}t)\,dt\ }
где  {\displaystyle t_{0}\ } может быть любым временем из промежутка  {\displaystyle -\infty <t_{0}<+\infty \ }.
Опорная частота {\displaystyle f_{0}\ } и коэффициенты ряда Фурье {\displaystyle a_{n}\ },  {\displaystyle b_{n}\ }, {\displaystyle r_{n}\ }, или {\displaystyle \varphi _{n}\ },  являются константами, то есть не зависят от времени. Частоты гармоник кратны опорной частоте.
Если {\displaystyle x(t)\ } квазипериодична, то
{\displaystyle x(t)\approx x{\big (}t+P(t){\big )}\ }
или
{\displaystyle {\Big |}x(t)-x{\big (}t+P(t){\big )}{\Big |}<\varepsilon \ },
где
{\displaystyle 0<\epsilon \ll {\big \Vert }x{\big \Vert }={\sqrt {\overline {x^{2}}}}={\sqrt {\lim _{\tau \to \infty }{\frac {1}{\tau }}\int _{-\tau /2}^{\tau /2}x^{2}(t)\,dt}}.\ }
Теперь представление в виде ряда Фурье будет
{\displaystyle x(t)=a_{0}(t)\ +\ \sum _{n=1}^{\infty }\left[a_{n}(t)\cos \left(2\pi n\int _{0}^{t}f_{0}(\tau )\,d\tau \right)-b_{n}(t)\sin \left(2\pi n\int _{0}^{t}f_{0}(\tau )\,d\tau \right)\right]}
или
{\displaystyle x(t)=a_{0}(t)\ +\ \sum _{n=1}^{\infty }r_{n}(t)\cos \left(2\pi n\int _{0}^{t}f_{0}(\tau )\,d\tau +\varphi _{n}(t)\right)}
или
{\displaystyle x(t)=a_{0}(t)+\sum _{n=1}^{\infty }r_{n}(t)\cos \left(2\pi \int _{0}^{t}f_{n}(\tau )\,d\tau +\varphi _{n}(0)\right)},
где {\displaystyle f_{0}(t)={\frac {1}{P(t)}}}, возможно, меняющаяся во времени опорная частота, а меняющиеся во времени коэффициенты ряда Фурье равны
{\displaystyle a_{0}(t)={\frac {1}{P(t)}}\int _{t-P(t)/2}^{t+P(t)/2}x(\tau )\,d\tau \ }
{\displaystyle a_{n}(t)=r_{n}(t)\cos {\big (}\varphi _{n}(t){\big )}={\frac {2}{P(t)}}\int _{t-P(t)/2}^{t+P(t)/2}x(\tau )\cos {\big (}2\pi nf_{0}(t)\tau {\big )}\,d\tau \qquad n\geq 1}
{\displaystyle b_{n}(t)=r_{n}(t)\sin {\big (}\varphi _{n}(t){\big )}=-{\frac {2}{P(t)}}\int _{t-P(t)/2}^{t+P(t)/2}x(\tau )\sin {\big (}2\pi nf_{0}(t)\tau {\big )}\,d\tau \ }
а мгновенная частота для каждой гармоники равна
{\displaystyle f_{n}(t)=nf_{0}(t)+{\frac {1}{2\pi }}\varphi _{n}^{\prime }(t).\,}
В отличие от квазипериодического случая опорная частота {\displaystyle f_{0}(t)\ }, частоты гармоник {\displaystyle f_{n}(t)\ } и коэффициенты ряда Фурье {\displaystyle a_{n}(t)\ },  {\displaystyle b_{n}(t)\ },  {\displaystyle r_{n}(t)\ } или {\displaystyle \varphi _{n}(t)\ } не обязательно постоянны и являются функциями от времени, хоть и медленно меняющимися.
Частоты {\displaystyle f_{n}(t)} очень близки к гармоническим, но не обязательно в точности таковы.  Производная по времени от {\displaystyle \varphi _{n}(t)}, то есть {\displaystyle \varphi _{n}^{\prime }(t)}, имеет эффект рассогласования частоты от точного целочисленного гармонического значения {\displaystyle nf_{0}(t)}.  Быстро меняющаяся {\displaystyle \varphi _{n}(t)} означает, что мгновенная частота для этой гармоники резко уходит от целочисленного гармонического значения, что означает, что {\displaystyle x(t)} не квазипериодична.

## Квазипериодическая функция
В математике функция называется квазипериодической, когда она имеет некоторое сходство с периодической функцией, но не соответствует строгому определению. Чтобы быть более точным, это означает, что функция {\displaystyle f}является квазипериодической с квазипериодом {\displaystyle \omega }, если {\displaystyle f(z+\omega )=g(z,f(z))}, где {\displaystyle g} является более простой функцией, чем {\displaystyle f}.
Простой случай (иногда называемый арифметически-квазипериодическим), когда функция подчиняется уравнению:
{\displaystyle f(z+\omega )=f(z)+C}
Другой случай (иногда называемый геометрически-квазипериодическим) заключается в том, что функция подчиняется уравнению:
{\displaystyle f(z+\omega )=Cf(z)}
Еще одним примером является функция:
{\displaystyle f(z)=\sin(Az)+\sin(Bz)}
Если соотношение А/В является рациональным, функция будет иметь период, но если А/В является иррациональным нет такого периода, хотя есть последовательность чисел {\displaystyle \omega _{i}}, называемых "почти"  периодами, такие, что для любого {\displaystyle \epsilon }, существует {\displaystyle i} такой, что
{\displaystyle |f(z+\omega _{i})-f(z)|<\epsilon }
Другим примером функции с почти периодами является тета-функция Якоби, где
{\displaystyle \vartheta (z+\tau ;\tau )=e^{-2\pi iz-\pi i\tau }\vartheta (z;\tau )}.
Это показывает, что для фиксированного {\displaystyle \tau } существует квазипериод {\displaystyle \tau }; он также периодический с периодом, равным одному. Другим примером является Сигма-функция Вейерштрасса, которая является квазипериодической, с двумя независимыми квазипериодами, соответствующими Сигма-функциям Вейерштрасса.
Функции с аддитивным функциональным уравнением
{\displaystyle f(z+\omega )=f(z)+az+b\ }
также называются квазипериодическими. Примером этого является Дзета-функция Вейерштрасса, где
{\displaystyle \zeta (z+\omega )=\zeta (z)+\eta \ }
для фиксированной постоянной {\displaystyle \eta }, когда {\displaystyle \omega } является периодом соответствующей функции Вейерштрасса.